# Syneches debilis
Syneches debilis är en tvåvingeart som beskrevs av Daniel William Coquillett 1895. Syneches debilis ingår i släktet Syneches och familjen puckeldansflugor. Inga underarter finns listade i Catalogue of Life.